# Rincón de la Victoria
Rincón de la Victoria è un comune spagnolo di 25 302 abitanti situato nella comunità autonoma dell'Andalusia.